# Do batôžka
Do batôžka è una canzone della cantante pop rock slovacca Katarína Knechtová. Nella classifica slovacca dei cantanti locali ha fatto il suo debutto al numero 37 e ha raggiunto dopo poche settimane la posizione numero 7, rimanendovi per 35 settimane in totale.

## Classifiche
| Classifica (2008) | Posizione massima |
| ----------------- | ----------------- |
| Slovacchia        | 16                |